# Олсуфьева, Мария Васильевна
Мария Васильевна Олсуфьева (28 ноября 1907, Флоренция — 6 августа 1988, Флоренция, в замужестве с 28 ноября 1929 года Микаэллес) — переводчица произведений русской литературы на итальянский язык.

## Биография
Родилась во Флоренции, где в это время находились ее родители — граф Василий Алексеевич Олсуфьев (1872—1924) и Ольга Павловна (1882—1939), урожденная графиня Шувалова, дочь Павла Андреевича Шувалова. Василий Алексеевич Олсуфьев был сыном генерала от кавалерии Алексея Васильевича Олсуфьева, он занимался филологией, написал сочинение о римском поэте Марциале, собирал антиквариат и обустроил во Флоренции популярный «русский уголок». Ольга Павловна Олсуфьева, урожденная Шувалова, была в молодости фрейлиной, свободно говорила на четырех языках и имела музыкальные и поэтические способности. Младшей сестрой Марии Олсуфьевой была Дарья Васильевна Олсуфьева (1909—1963), вышедшая замуж за итальянского военного и политического деятеля Юнио Боргезе. Младший брат Марии Алексей (1913—1941) стал офицером итальянского флота и погиб во время Второй мировой войны.
Мария выросла в Москве, в особняке Олсуфьевых на Поварской улице. В 1914 году Василий Алексеевич Олсуфьев, полковник в отставке, с началом Первой мировой войны вновь поступил на службу добровольцем. Его послали на Кавказский фронт. Позже в прифронтовой полосе к нему присоединились жена и дети. Октябрьская революция 1917 года застала семью в Кисловодске. Летом 1918 года Василий Алексеевич вместе с другими офицерами ушел в горы, к отрядам Добровольческой армии. Осенью 1918 года при подходе красных Олсуфьевы перебрались в Батуми. В марте 1919 года британский военный корабль доставил их в Таранто.
Олсуфьевы поселились во Флоренции. 28 ноября 1929 года, в день своего 22-летия, Мария, будучи студенткой филологического факультета, вышла замуж за флорентийца швейцарского происхождения Марко Микаэллиса, впоследствии ставшего известным ученым-агрономом. У них родилось четверо детей.
В 1950-е годы, когда дети выросли, Мария Олсуфьева занялась переводами. Она переводила на итальянский произведения Андрея Белого, Михаила Булгакова, Бориса Пастернака, Андрея Платонова, Григория Бакланова, Булата Окуджавы, Александра Солженицына. Она также преподавала в Школе переводчиков.
С 1956 года по 1980-е годы Мария Васильевна также была старостой православной церкви Рождества Христова и святителя Николая Чудотворца во Флоренции. Она поддерживала русских эмигрантов третьей волны, попавших в Италию (при церкви Рождества Христова и святителя Николая Чудотворца нашло временный приют около трехсот семей) опекала Елену Боннэр во время ее поездок в Западную Европу.